# Емблема Токелау
Емблема Токелау прийнята в травні 2008 року територіальним парламентом Токелау. До 2008 року використовувався герб Нової Зеландії.
На емблемі зображено дерев'яну Тулума (Tuluma) — традиційний кошик рибалок Токелау. Білий хрест у центрі Тулуми і напис «Tokelau mo te Atua» (Токелау для Всевишнього) вказує на сильний вплив християнства на островах.